# Свети Николай (Велико Търново)
„Свети Николай“ е източноправославен храм във Велико Търново.
По узаконена практика този храм е построен въз основа на получен правителствен ферман и на благоволението на тогавашния владика Иларион Критянин. В строежа ѝ участва Кольо Фичето /тогава все още млад майстор/.
Над южната църковна врата има текст на гръцки и български, който разказва за ситуацията, при която е изграден храм „Свети Никола“. В него се казва, че разрешението е издействано от Иларион Търновски. Свети Никола да изходатайства от Господа благини за всички хора. Година 1836. Предполага се, че този епиграфски паметник вероятно е поставен през 1849 г., след голямото земетресение.
Освен с чисто религиозните си функции, храм „Свети Никола“ е известен и като просветен център, в който обучението се извършва на български език. Преподаватели са изтъкнатите даскали Петко Попиколов, Никола Златарски, Пеню Давидов и др. Школото се еманципира изцяло от елинизма и се превръща в стожер на възраждащата се българска народност. То просъществувало благодарение на средствата, давани от търновските еснафлии.
В храма служат едни от най-изявените борци за църковна независимост духовници:
- протопоп Петко П. Андреев от 40-те до 70-те години на XIX век;
- поп Иван Хаджиръстев Чуклев, наричан Самоводски – от 1844 до края на живота си през 1890;
- поп Стефан Хаджигергинов – през 60-те и 70-те години на XIX век;
- отец Василий и поп Славчо Николов – през 60-те години на XIX век;
- отец Илия Андреев Шишков – през 60-те и 70-те години на XIX век;
- отец Васил Саянджиев – постъпил като свещеник по време на Руско-турска война;

В Църковната кондика от 17 януари 1849 г. е отразено, че в първото десетилетие храмът е обслужван от тъста на Стефан Карагьозов, Кръстю х. Недев Момчоолу, който е и надзирател на училището. От този период датират и добре оформените църковни документи, просъществували до наши дни, безценен извор на информация. След 12 години вярна служба, Кръстьо х. Недев Момчоолу предава длъжността епитроп на х. Никола Стратилов, Иван Великов, Никола х. Иванковлу. През 1850 г. те са заменени с Недялко Иванов – Мусенлията и Тодор Иванов – Басмаджията.